# Бернард Ваповський
Берна́рд Вапо́вський з Радохинців (1475 — 21 листопада 1535, Краків) — доктор права, шляхтич Королівства Польського, хроніст, географ і картограф. Представник роду Ваповських гербу Нечуя.

## Біографія
Бернард Ваповський народився у селі Радохинці біля Перемишля (нині в Мостиському районі Львівської області, Україна). Наприкінці 15 століття майже одночасно з астрономом Миколаєм Коперником вчився в Ягеллонському університеті. По закінченні навчання здобув звання доктора права, був висвячений на священика. Обіймав важливі церковні римо-католицькі посади в Перемишлі й Кракові. У 1510—1515 роках був представником Сигізмунда I у Ватикані. Секретар короля — за твердженням Каспера Несецького (за іншими твердженнями — ймовірно, був ним).
Після 1526 року Ваповський залишив королівський двір і жив у Кракові, де й помер.

## Праці
Бернард Ваповський — перший український (на русинське (українське) походження Бернарда Ваповського вказує відомий історик Святослав Семенюк) професійний географ та картограф, на початку XVI ст. працював разом із картографом Марко Беневентано над картою Центральної Європи, яка була видана в 1507 р. як «Tabula Moderna Polonie, Ungarie, Boemie, Germanie, Lithuanie». Надрукована ця мапа була в Римському виданні «Географії» Птолемея. Правобережна Україна позначена як Поділля (Podolia) та Русь (Russia), Лівобережна Україна — Тартарія (Tartaria). Біла Русь або Московія (Rvssia Alba sive Moskovia) міститься на схід від Дніпра, північніше Тартарії....
Автор перших модерних мап Сх. Європи, в тому числі України, фрагменти яких знайшли у 1932 році. Співвавтор:
- мапи Марка Беневентанського «Tabula moderna Polonia, Ungariae, Boemiae, Russiae…», поміщеної у географії Птолемея (Рим, 1507)
- мапи Мартіна Вальдземюллера (Страсбур, 1513).
- може, переробляв мапу Миколая Кузанського початку 16 ст.[4]

Крім карт Польщі й Великого Князівства Литовського, видрукуваних 1526 року в Польщі, Ваповський є автором хроніки «Dzieje Korony Polskiéj i Wielkiego Księstwa Litewskiego od roku 1380 do 1535».